# サレム
サレム(英語:Salem)は旧約聖書に登場する地名で、エルサレムを指す古称の一つである。「平和」「平安」を意味するシャーレームが語源であるという説や、この場所で礼拝された異教の神にちなんでいるという説もある。
本来、カナンのエブス人が住んだ町で、南東丘をさす「シオン」とも呼ばれた。創世記に登場する王と祭司を兼務したメルキゼデクは、その町の代表者として、アブラハムに戦勝の祝福の言葉を述べた。新約聖書のヘブル人への手紙でもメルキゼデクは「サレムの王、すなわち平和の王」と言及されている
ダビデが先住民のエブス人を追放してから、イスラエル人が住むことになり、エルサレムと呼ばれるようになった。